# 聖多明各村 (新墨西哥州)
聖多明各村（英語：Santo Domingo Pueblo）是位於美國新墨西哥州桑多瓦爾縣的普查規定居民點。

## 人口
根據2020年美國人口普查的數據，聖多明各村的面積為5.32平方千米，當中陸地面積為5.28平方千米，而水域面積為0.04平方千米。當地共有人口2311人，而人口密度為每平方千米434.4人。